# بروس بورلاند
بروس بورلاند (بالإنجليزية: Bruce Borland)‏ هو لاعب غولف أمريكي، ولد في 4 نوفمبر 1958 في بيوريا في الولايات المتحدة، وتوفي في 25 أكتوبر 1999 بسبب نقص الأكسجة.